# Nouvelle-Galice
Ne doit pas être confondu avec Nouvelle Galicie.
1531–1821
Entités précédentes :
- Nouvelle-Espagne

Entités suivantes :
- Jalisco (Mexique)

La Nouvelle-Galice, en espagnol Nueva Galicia, est à l'époque de la colonisation espagnole en Amérique une partie de la vice-royauté de Nouvelle-Espagne (actuel Mexique).
Créée en 1530 par Nuño Beltrán de Guzmán à la suite de sa révocation comme président de l'audiencia de Mexico, c'est au départ une province qui ne reconnaît pas les autorités de Mexico, notamment le capitaine général Hernán Cortés. Mais le vice-roi Antonio de Mendoza, arrivé en novembre 1535, fait arrêter Guzman dès 1536 et réintègre la Nouvelle-Galice dans le cadre de la Nouvelle-Espagne.
La Nouvelle-Galice disparaît en 1821 avec l'accession à l'indépendance du Mexique.
Son territoire correspondait aux États mexicains actuels de Nayarit, Jalisco, Colima, Aguascalientes et Zacatecas,

## Histoire

Royaume de Nouvelle-Galice (en vert foncé) au sein de la vice-royauté de Nouvelle-Espagne en 1819)

### La période du gouvernorat de Guzman
Lorsque le gouverneur de Nouvelle-Galice Nuño Beltrán de Guzmán apprend que des naufragés espagnols étaient arrivés sur ses terres, il leur fournit des chevaux et des vêtements et en informa le vice-roi Antonio de Mendoza.[Quand ?]

## Organisation du territoire

### 1531-1786
- Province de Nouvelle-Galice ; Nayarit et Jalisco.
- Province des Zacatecas ; Aguascalientes et Zacatecas.
- Province de Colima ; Colima.

### 1786-1821
- Intendance de Guadalajara ; Nayarit, Jalisco et Colima.
- Intendance de Zacatecas ; Aguascalientes et Zacatecas.